# Contea di Cannon
La contea di Cannon in inglese Cannon County è una contea dello Stato del Tennessee, negli Stati Uniti. La popolazione al censimento del 2000 era di 12 826 abitanti. Il capoluogo di contea è Woodbury.